# Tasa
Tasa Wesolowska, 1981 è un genere di ragni appartenente alla Famiglia Salticidae.

## Distribuzione
Le due specie oggi note di questo genere sono diffuse in Asia orientale, in particolare in Cina, Corea del Nord e Giappone.

## Tassonomia
Il nome attribuito originariamente a questo genere era Thianella Schenkel, 1963 con la descrizione della specie tipo Thianella davidi Schenkel, 1963; tale denominazione però era stata già attribuita precedentemente a Thianella Strand, 1907. Uno studio dell'aracnologa Wesolowska del 1981 pose fine all'omonimia con la creazione del nuovo genere Tasa.
A dicembre 2010, si compone di due specie:
- Tasa davidi (Schenkel, 1963)[2] — Cina
- Tasa nipponica Bohdanowicz & Prószynski, 1987 — Cina, Corea, Giappone